# UFC Fight Night: Arlovski vs. Barnett
UFC Fight Night: Arlovski vs. Barnett（ユーエフシー・ファイトナイト：アルロフスキー・バーサス・バーネット、別名UFC Fight Night 93）は、アメリカ合衆国の総合格闘技団体「UFC」の大会の一つ。2016年9月3日、ドイツ・ハンブルクのバークレイカード・アレーナで開催された。

## 大会概要
本大会ではアンドレイ・アルロフスキーとジョシュ・バーネットによるヘビー級戦が組まれた。
CWFCミドル級王者ジャック・ハーマンソン、キャリア6戦無敗のベロニカ・マセドがUFCデビュー。

## 試合結果

### プレリミナリーカード
第1試合 ライト級 5分3R
○  ルスタム・ハビロフ vs.  レアンドロ・シウバ ×
3R終了 判定3-0（29-28、29-28、30-27）
第2試合 ミドル級 5分3R
○  ジャック・ハーマンソン vs.  スコット・アスカム ×
3R終了 判定3-0（30-27、30-27、29-28）
第3試合 ヘビー級 5分3R
△  クリスチャン・コロンボ vs.  ジャルジス・ダンホー △
3R終了 判定1-0（29-27、28-28、28-28）
第4試合 バンタム級 5分3R
○  テイラー・ラピルー vs.  レアンドロ・イッサ ×
3R終了 判定3-0（30-27、30-27、29-28）
第5試合 女子バンタム級 5分3R
○  アシュリー・エバンス＝スミス vs.  ベロニカ・マセド ×
3R 3:14 TKO（）
第6試合 ウェルター級 5分3R
○  ペーター・ソボッタ vs.  ニコラス・ダルビー ×
3R終了 判定3-0（30-26、30-26、30-26）
第7試合 ウェルター級 5分3R
○  イエシン・アヤリ vs.  ジム・ウォールヘッド ×
3R終了 判定2-1（28-29、29-28、30-27）

### メインカード
第8試合 ライト級 5分3R
○  ニック・ハイン vs.  バン・テヒョン ×
3R終了 判定3-0（29-28、30-28、30-27）
第9試合 ライトヘビー級 5分3R
○  ライアン・ベイダー vs.  イリル・ラティフィ ×
2R 2:06 KO（右膝蹴り）
第10試合 ライトヘビー級 5分3R
○  アレクサンダー・グスタフソン vs.  ヤン・ブラホヴィッチ ×
3R終了 判定3-0（30-27、30-27、30-27）
第11試合 ヘビー級 5分3R
○  ジョシュ・バーネット vs.  アンドレイ・アルロフスキー ×
3R 2:53 リアネイキッドチョーク

### 各賞
ファイト・オブ・ザ・ナイト： ジョシュ・バーネット vs. アンドレイ・アルロフスキー
パフォーマンス・オブ・ザ・ナイト： ジョシュ・バーネット、ライアン・ベイダー
各選手にはボーナスとして5万ドルが授与された。

### カード変更
負傷などによるカードの変更は以下の通り。